# Arrêt Vannier
L'arrêt Sieur Vannier est une décision du Conseil d'Etat rendue le 27 janvier 1961. Cette décision affirme le principe de mutabilité du service public.

## Les faits
Un arrêté de 1948 prévoyait l'exploitation télévisuelle d'une antenne située au sommet de la tour Eiffel pour dix ans. Or cette antenne a brulé en 1956. Le gouvernement avait alors choisi de ne pas la réparer. Or Monsieur Vannier avait acheté un récepteur télévisuel  pour recevoir les émissions de cette antenne. Il a donc engagé la responsabilité de l'Etat pour n'avoir pas effectué les réparations de l'antenne, ce qui contrevenait à l'arrêté ministériel pris en 1948.

## Le problème de droit
Le Conseil d'Etat devait déterminer si l'absence de réparation de l'antenne entrainant la cessation de ses émissions était une faute susceptible d'engager la responsabilité de l'Etat. En effet, l'activité d'émission a été considéré comme une activité de service public. En conséquence, Monsieur Vannier arguait que sa suppression engageait la responsabilité de l'Etat, ce dernier se devant de maintenir les activités de service public au nom de l'Intérêt général.

## La solution et la portée
Le Conseil d'État qualifie bien l'activité d'émission télévisuelle de service public administratif mais considère que "les usagers d'un service public administratif n'ont aucun droit au maintien de ce service". Aussi, c'est à l'administration seule que revient le choix de créer ou de supprimer un service public. Quant au cas d'espèce, le conseil considère que la présence d'un acte réglementaire antérieur prévoyant le fonctionnement du service public pendant une durée déterminée n'empêche pas la suppression de ce dernier si l'administration l'estime nécessaire. Ainsi, le Conseil d'Etat autorise la suppression du service à condition que "la disposition réglementaire soit abrogée par une mesure de même nature émanant de l'autorité compétente".
En conséquence, la demande de monsieur Vannier est rejetée, la responsabilité de l'Etat ne peut être engagée pour la suppression d'un service public. Une telle décision n'est pas contraire à l'intérêt général.
Cette faculté de l'administration à supprimer ou à créer un service public si elle l'estime nécessaire est appelé principe de mutabilité du service public. Il s'agit de l'un des grands principes qui réglementent le fonctionnement des services publics. Il permet en effet un équilibre entre l'intérêt général garanti aux usagers des services publics et l'intérêt des autorités administratives au maintien d'un tel service.